# Dolicholobium acuminatum
Dolicholobium acuminatum là một loài thực vật có hoa trong họ Thiến thảo. Loài này được Burkill mô tả khoa học đầu tiên năm 1900.